# Liga Esportiva de Lavras
A Liga Esportiva de Lavras foi fundada em 22 de março de 1953 como o propósito de dirigir e ministrar os meios esportivos da região com a criação de torneios e campeonatos com os clubes da região, principalmente de futebol.

## História
A organização do futebol em Lavras, proposta e emanada por desportistas do meio esportivo lavrense, iniciou-se com a fundação da Liga Esportiva de Desportos de Lavras (LEDL), fundada em 29 de agosto de 1943, por iniciativa da Associação Olímpica de Lavras (fundada em 1937), a Associação Atlética Ferroviária (fundada em 1944) e do Ferroviário Esporte Clube Ribeirense, organizando já no ano seguinte o primeiro Campeonato Municipal de Lavras.
Todavia, seria nos anos 1950 que o futebol lavrense ganharia novo impulso com a criação da Liga Esportiva de Lavras em 1953, formada pelas três associações da LEDL mais o Fabril Esporte Clube, que juntos disputaram vários campeonatos naquela década.

## Lista de Campeões

### Liga Esportiva de Desportos de Lavras
| Ano  | Campeão  | Vice        | 3.º Lugar              | Observação                                                    |
| ---- | -------- | ----------- | ---------------------- | ------------------------------------------------------------- |
| 1944 | Olímpica | Ferroviária | Ferroviário Ribeirense | Campeonato Municipal da Liga Esportiva de Desportos de Lavras |
| 1949 | Fabril   | Olímpica    | -                      | Taça Cidade de Lavras                                         |
| 1950 | Olímpica | Fabril      | -                      | Taça Cidade de Lavras                                         |
| 1952 | Olímpica | Fabril      | -                      | Taça Confraternização                                         |

### Liga Esportiva de Lavras
| Ano  | Campeão                | Vice                      | 3.º Lugar                                      | Observação                                           |
| ---- | ---------------------- | ------------------------- | ---------------------------------------------- | ---------------------------------------------------- |
| 1953 | Olímpica               | Ferroviária               | Fabril e Ferroviário Ribeirense                | I Torneio Início do Campeonato Lavrense de Futebol   |
| 1953 | Fabril                 | Olímpica                  | Ferroviária e Ferroviário Ribeirense           | Campeonato da Liga Esportiva de Lavras               |
| 1954 | Olímpica               | Ferroviário Ribeirense    | Ferroviária e Fabril                           | II Torneio Início do Campeonato Lavrense de Futebol  |
| 1954 | Olímpica               | Ferroviária               | -                                              | Taça Jorge Paiva                                     |
| 1956 | Olímpica e Fabril      | -                         | -                                              | Taça da Amizade                                      |
| 1957 | Fabril                 | -                         | -                                              | Torneio Geraldo Moreira dos Santos                   |
| 1957 | Ferroviária            | Ferroviário Ribeirense    | Bangu (Ribeirão Vermelho) e América (Itumirim) | III Torneio Início do Campeonato Lavrense de Futebol |
| 1957 | Olímpica               | Fabril                    | -                                              | Campeonato da Liga Esportiva de Lavras               |
| 1958 | Fabril                 | Olímpica                  | -                                              | Campeonato da Liga Esportiva de Lavras               |
| 1966 | Olímpica               | Bangu (Ribeirão Vermelho) | -                                              | Campeonato Regional da Liga Esportiva de Lavras      |
| 1967 | Ferroviário Ribeirense | Independente (Perdões)    | -                                              | Campeonato Regional da Liga Esportiva de Lavras      |
| 1972 | Tabajara               | -                         | -                                              | Campeonato Regional da Liga Esportiva de Lavras      |
| 1973 | Tabajara               | Ferroviário Ribeirense    | Fabril                                         | Campeonato Regional da Liga Esportiva de Lavras      |
| 1975 | Olímpica               | -                         | -                                              | Campeonato Regional da Liga Esportiva de Lavras      |
| 1976 | Ferroviário Ribeirense | -                         | -                                              | Campeonato Regional da Liga Esportiva de Lavras      |
| 1978 | Ferroviário Ribeirense | Fabril                    | -                                              | Campeonato Regional da Liga Esportiva de Lavras      |
| 1979 | Fabril                 | Bangu                     | -                                              | Campeonato Regional da Liga Esportiva de Lavras      |
| 1980 | Fabril                 | Bangu                     | -                                              | Campeonato Regional da Liga Esportiva de Lavras      |
| 1981 | Fabril                 | Ferroviário Ribeirense    | -                                              | Campeonato Regional da Liga Esportiva de Lavras      |
| 1987 | Fabril                 | Ferroviário Ribeirense    | -                                              | Campeonato Regional da Liga Esportiva de Lavras      |
| 1989 | Milionários            | Itutinga                  | -                                              | Campeonato Regional da Liga Esportiva de Lavras      |

## Títulos por equipe
| Clube                  | Títulos | Anos                                                       | Vices | Anos                         |
| ---------------------- | ------- | ---------------------------------------------------------- | ----- | ---------------------------- |
| Olímpica               | 10      | 1944, 1950, 1952, 1953, 1954, 1954, 1956, 1957, 1966, 1975 | 3     | 1949, 1953, 1958             |
| Fabril                 | 9       | 1949, 1953, 1956, 1957, 1958, 1979, 1980, 1981, 1987       | 4     | 1950, 1952, 1957, 1978       |
| Ferroviário Ribeirense | 3       | 1967, 1976, 1978                                           | 5     | 1954, 1957, 1973, 1981, 1987 |
| Tabajara               | 2       | 1972, 1973                                                 | 0     | -                            |
| Ferroviária            | 1       | 1957                                                       | 3     | 1944, 1953, 1954             |
| Milionários            | 1       | 1989                                                       | 0     |                              |
| Bangu                  | 0       | -                                                          | 3     | 1966, 1979, 1980             |
| Independente           | 0       | -                                                          | 1     | 1967                         |
| Itutinga               | 0       | -                                                          | 1     | 1989                         |